# تامار چوگوشویلی
تامار چوگوشویلی (به گرجی: თამარ ჩუგოშვილი)؛ (زادهٔ ۱۱ اوت ۱۹۸۴) یک سیاستمدار اهل گرجستان است ، که به عنوان نائب رئیس اول پارلمان گرجستان خدمت کرد.او سابقه وزارت امور خارجه و عضویت شورای سیاسی حزب رویای گرجستان را در کارنامه خود دارد.